# Hepatoporus orientalis
Hepatoporus orientalis is een krabbensoort uit de familie van de Xanthidae. De wetenschappelijke naam van de soort is voor het eerst geldig gepubliceerd in 1935 door Sakai.